# パリスの審判 (ワイン)
パリスの審判（パリスのしんぱん、Judgment of Paris）として知られる1976年のパリにおけるワインテイスティングはアメリカ合衆国建国200周年を記念して1976年5月24日にパリでイギリス人のワイン商人であるスティーヴン・スパリュアとそのアメリカ人の同僚であるパトリシア・ギャラガーにより開催されたワインコンテストである。フランスのワイン愛好家らが2種のブラインドテイスティングに参加した。1つは最高品質のシャルドネであり、もう1種は赤ワイン（フランスのボルドーワインとカリフォルニアのカベルネ・ソーヴィニヨンワイン）である。ナパ郡のワインが両カテゴリで最高評価を獲得し、それまで世界で随一のワイン生産地はフランスだと一般的にはとらえられていたため、驚きをもって受け止められた。1970年代初頭までにカリフォルニアワインの一部は傑出した品質を有していたが、市場ではフランスワインの人気があったため、広く知られてはいなかった。スパリュアはおもにフランスワインを販売しており、審査員らはカリフォルニアワインを好まないと確信していた。
このイベントの非公式の名称である「パリスの審判」はギリシャ神話の「パリスの審判」にあやかって名づけられている。

## 出品されたワイン

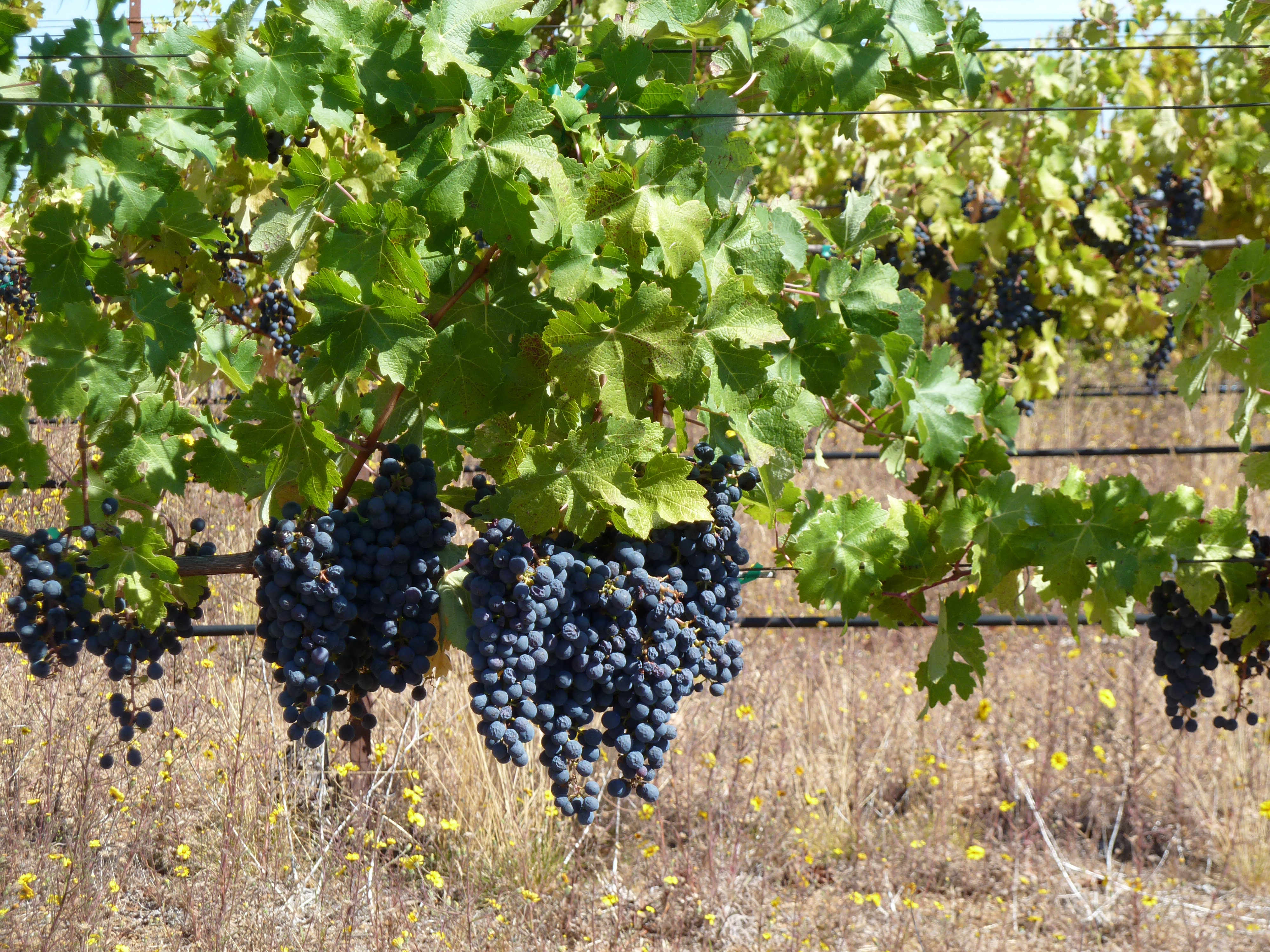
リッジ・ヴィンヤーズのモンテベロブドウ畑のカベルネ・ソーヴィニヨン

赤ワイン
| カリフォルニアのカベルネ・ソーヴィニヨン | ヴィンテージ | ボルドー                           | ヴィンテージ |
| ---------------------------------------- | ------------ | ---------------------------------- | ------------ |
| スタッグス・リープ・ワイン・セラーズ     | 1973         | シャトー・ムートン・ロートシルト   | 1970         |
| リッジ・ヴィンヤーズ モンテベロ          | 1971         | シャトー・モンローズ               | 1970         |
| ハイツ・セラー マーサズ・ヴィンヤード    | 1970         | シャトー・オー・ブリオン           | 1970         |
| クロ・デュ・ヴァル                       | 1972         | シャトー・レオヴィル・ラス・カーズ | 1971         |
| マヤカマス・ヴィンヤーズ                 | 1971         |                                    |              |
| フリーマーク・アビー・ワイナリー         | 1969         |                                    |              |

白ワイン
| カリフォルニアのシャルドネ           | ヴィンテージ | ブルゴーニュ                                               | ヴィンテージ |
| ------------------------------------ | ------------ | ---------------------------------------------------------- | ------------ |
| シャトー・モンテレーナ               | 1973         | ムルソー・シャルム ドメーヌ・ルーロ                        | 1973         |
| シャローン・ヴィンヤード             | 1974         | ボーヌ クロ・デ・ムーシュ ジョゼフ・ドルーアン             | 1973         |
| スプリング・マウンテン・ヴィンヤード | 1973         | バタール・モンラッシェ ラモネ・プリュドン                  | 1973         |
| フリーマーク・アビー・ワイナリー     | 1972         | ピュリニー・モンラッシェ レ・ピュセル ドメーヌ・ルフレーヴ | 1972         |
| ヴィーダークレスト・ヴィンヤーズ     | 1972         |                                                            |              |
| デイビット・ブルース・ワイナリー     | 1973         |                                                            |              |

## 審査員

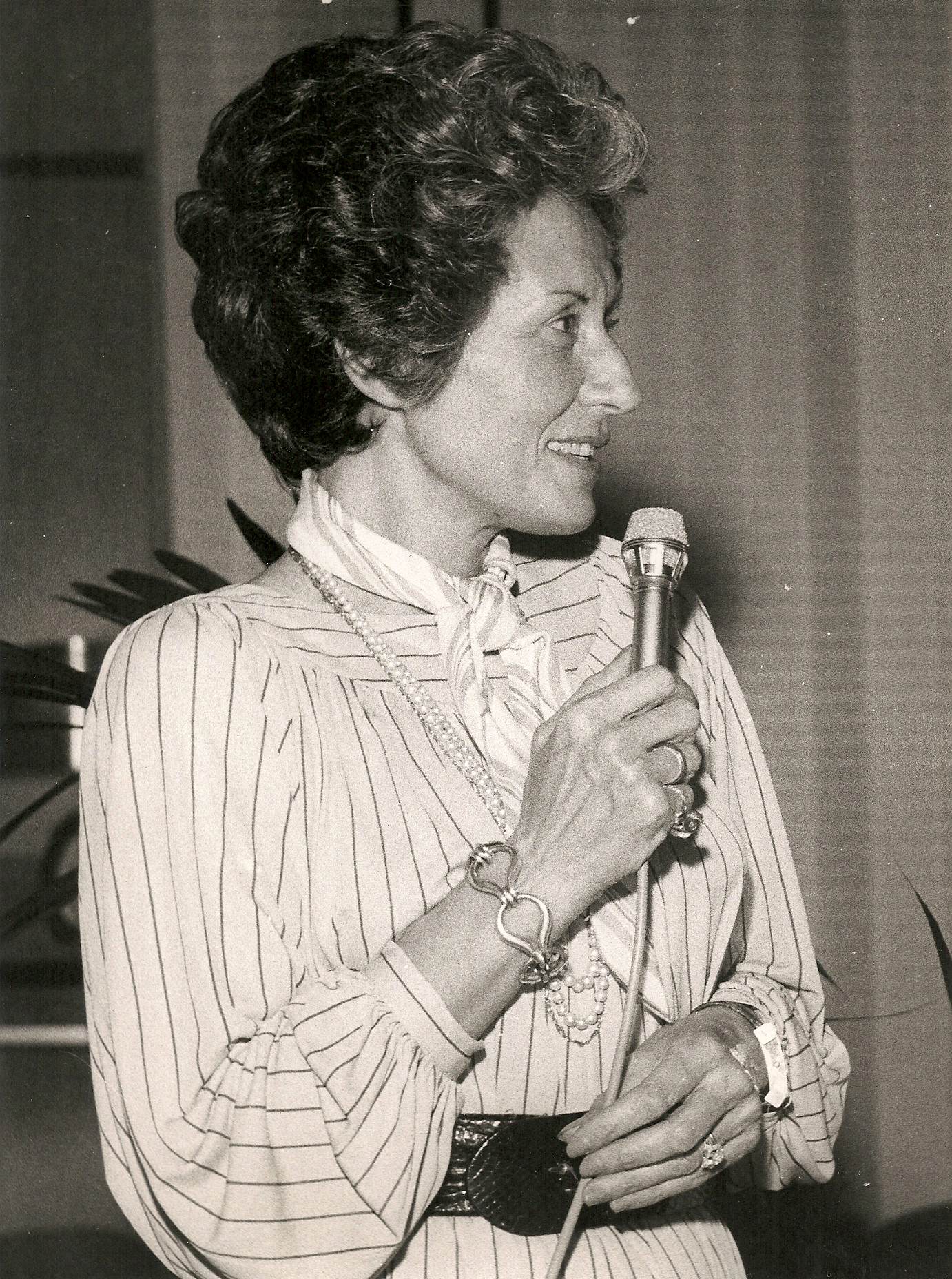
結果が発表されたとき、フランス人審判のオデット・カーンは投票権を返すよう要求し、のちにこのパリスの審判を批判した。

11人の審査員は以下の通り（五十音順）：
- クリスチャン・ヴァネケ（英語版）（フランス人）：レストラン「トゥール・ダルジャン」のソムリエ
- オーベール・ド・ヴィレーヌ（英語版）（フランス人）：ドメーヌ・ド・ラ・ロマネコンティより
- ジャン・クロード・ヴリナ（英語版）（フランス人）：レストラン「タイユヴァン」より
- レイモン・オリヴィエ（英語版）（フランス人）：レストラン「ル・グラン・ヴェフール（英語版）」より
- オデット・カーン（英語版）（フランス人）：ラ・ルヴュ・デュ・ヴァン・ド・フランス（英語版）の編集者
- パトリシア・ギャラガー（英語版）（アメリカ人）：アカデミー・デュ・ヴァン（英語版）より[2]
- スティーヴン・スパリュア（英語版）（イギリス人）：アカデミー・デュ・ヴァン創設者
- ピエール・タリ（英語版）（フランス人）：シャトー・ジスクール（英語版）より
- ミシェル・ドヴァズ（英語版）（フランス人） ：Wine Institute of Franceより
- ピエール・ブレジュー（英語版）（フランス人）：アペラシオン・ドリジーヌ・コントロレ委員
- クロード・デュボワ・ミヨ（英語版）（フランス人）：クリスティアン・ミヨ（英語版）の代理

## 審査方法
ブラインドテイスティングが実施され、審査員らは各ワインを20点満点で評価するように求められた。評価にあたっての点数構成は指定されず、各審査員が各自の基準に則って評価を行った。
審査員団らによる総合順位は各審査員の評点を合計することによって付けられた。ただし、パトリシア・ギャラガーとスティーヴン・スパリュアの評価は考慮されず、フランス人審査員の点数のみが考慮された。

## 結果

### 白ワイン
カリフォルニアのシャルドネ vs. ブルゴーニュのシャルドネ

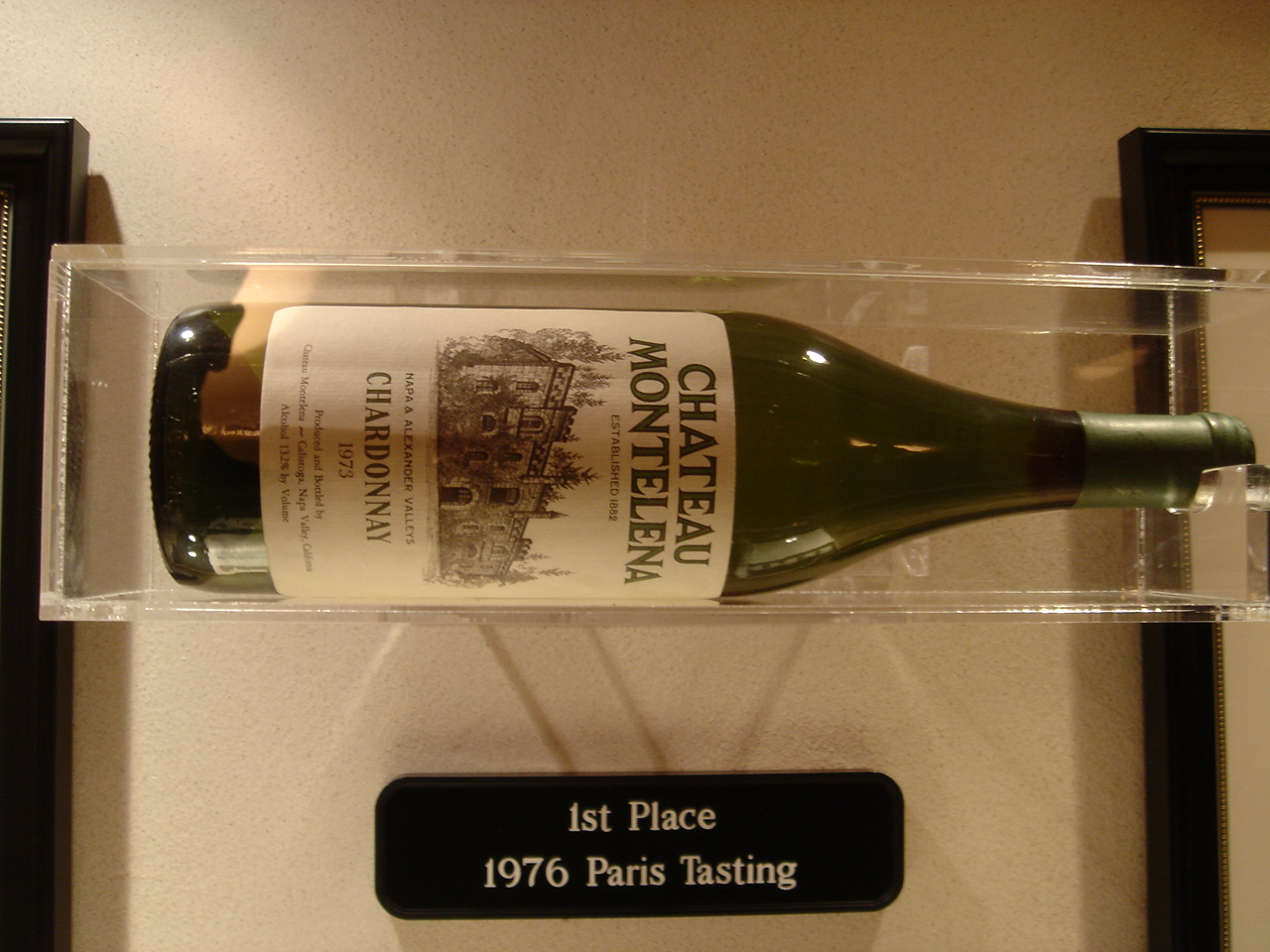
国立アメリカ歴史博物館に展示された1973年のシャトー・モンテレーナ・シャルドネ

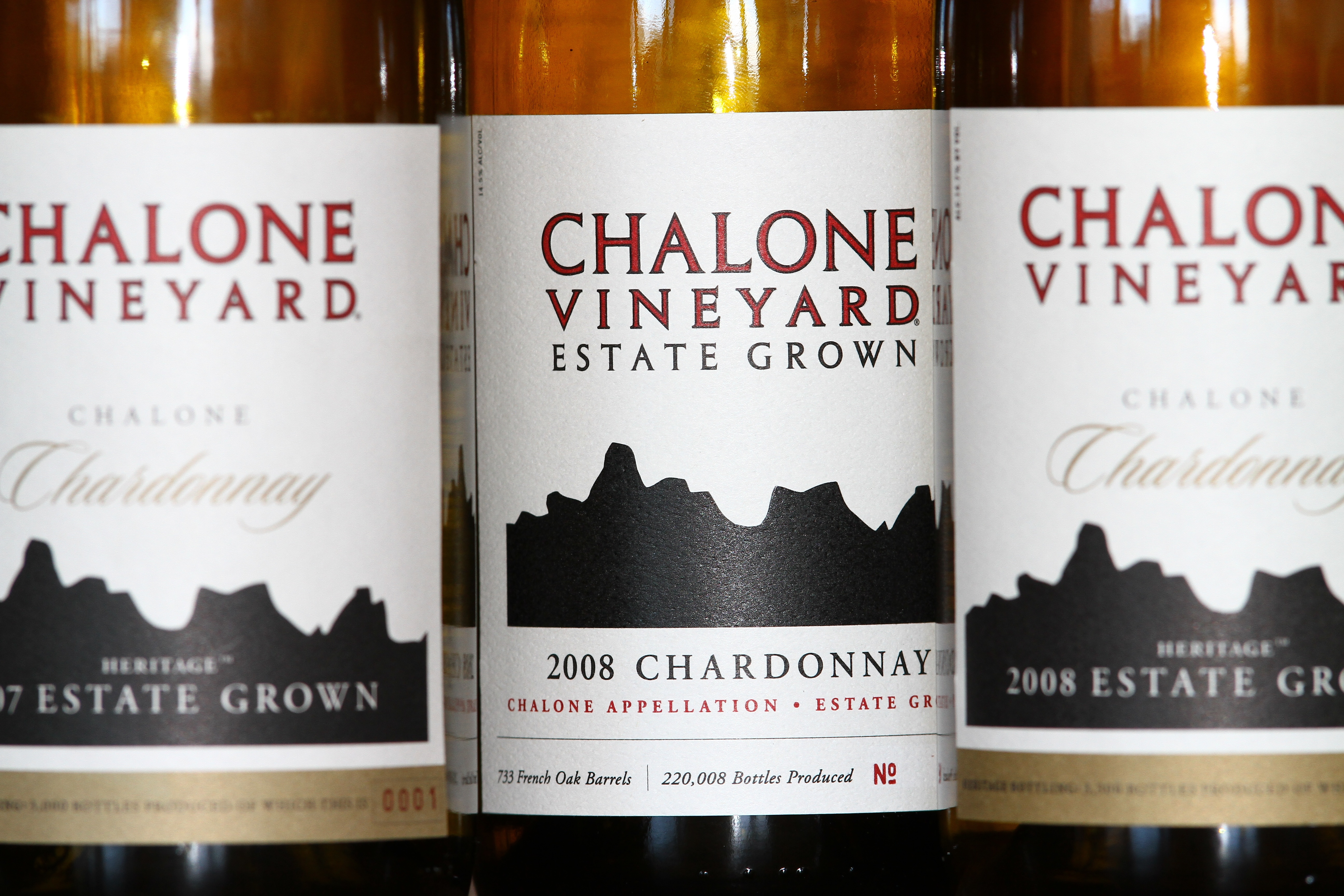
3位となったモントレー郡のシャローン・ヴィンヤード・シャルドネ

審査員団の公式の結果
| 順位 | 点数  | ワイン                                                     | ヴィンテージ | 国             |
| ---- | ----- | ---------------------------------------------------------- | ------------ | -------------- |
| 1.   | 132   | シャトー・モンテレーナ                                     | 1973         | アメリカ合衆国 |
| 2.   | 126.5 | ムルソー・シャルム ドメーヌ・ルーロ                        | 1973         | フランス       |
| 3.   | 121   | シャローン・ヴィンヤード                                   | 1974         | アメリカ合衆国 |
| 4.   | 104   | スプリング・マウンテン・ヴィンヤード                       | 1973         | アメリカ合衆国 |
| 5.   | 101   | ボーヌ クロ・デ・ムーシュ ジョゼフ・ドルーアン             | 1973         | フランス       |
| 6.   | 100   | フリーマーク・アビー・ワイナリー                           | 1972         | アメリカ合衆国 |
| 7.   | 94    | バタール・モンラッシェ ラモネ・プリュドン                  | 1973         | フランス       |
| 8.   | 89    | ピュリニー・モンラッシェ レ・ピュセル ドメーヌ・ルフレーヴ | 1972         | フランス       |
| 9.   | 88    | ヴィーダークレスト・ヴィンヤーズ                           | 1972         | アメリカ合衆国 |
| 10.  | 42    | デイビット・ブルース・ワイナリー                           | 1973         | アメリカ合衆国 |

### 赤ワイン
カリフォルニアのカベルネ・ソーヴィニヨン vs. ボルドー
審査員団の公式の結果
| 順位 | 点数  | ワイン                                | ヴィンテージ | 国             |
| ---- | ----- | ------------------------------------- | ------------ | -------------- |
| 1.   | 127.5 | スタッグス・リープ・ワイン・セラーズ  | 1973         | アメリカ合衆国 |
| 2.   | 126   | シャトー・ムートン・ロートシルト      | 1970         | フランス       |
| 3.   | 125.5 | シャトー・オー・ブリオン              | 1970         | フランス       |
| 4.   | 122   | シャトー・モンローズ                  | 1970         | フランス       |
| 5.   | 105.5 | リッジ・ヴィンヤーズ モンテベロ       | 1971         | アメリカ合衆国 |
| 6.   | 97    | シャトー・レオヴィル・ラス・カーズ    | 1971         | フランス       |
| 7.   | 89.5  | マヤカマス・ヴィンヤーズ              | 1971         | アメリカ合衆国 |
| 8.   | 87.5  | クロ・デュ・ヴァル                    | 1972         | アメリカ合衆国 |
| 9.   | 84.5  | ハイツ・セラー マーサズ・ヴィンヤード | 1970         | アメリカ合衆国 |
| 10.  | 78    | フリーマーク・アビー・ワイナリー      | 1969         | アメリカ合衆国 |

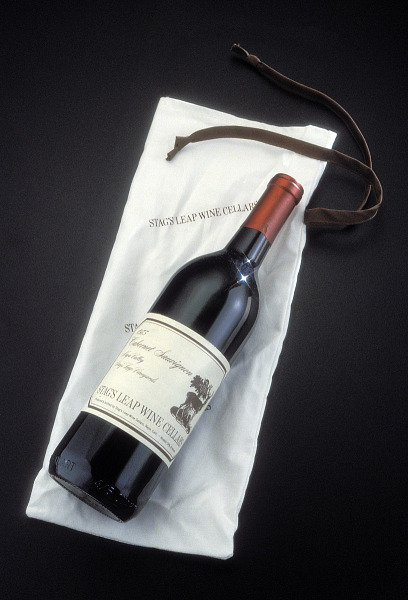
1973年のスタッグス・リープ・ワイン・セラーズ・カベルネ・ソーヴィニヨン

平均 パトリシア・ギャラガーとスティーヴン・スパリュアの評点を含む評価（20点満点）
| 順位 | 点数  | ワイン                                | ヴィンテージ | 国             |
| ---- | ----- | ------------------------------------- | ------------ | -------------- |
| 1.   | 14.14 | スタッグス・リープ・ワイン・セラーズ  | 1973         | アメリカ合衆国 |
| 2.   | 14.09 | シャトー・ムートン・ロートシルト      | 1970         | フランス       |
| 3.   | 13.64 | シャトー・モンローズ                  | 1970         | フランス       |
| 4.   | 13.23 | シャトー・オー・ブリオン              | 1970         | フランス       |
| 5.   | 12.14 | リッジ・ヴィンヤーズ モンテベロ       | 1971         | アメリカ合衆国 |
| 6.   | 11.18 | シャトー・レオヴィル・ラス・カーズ    | 1971         | フランス       |
| 7.   | 10.36 | ハイツ・セラー マーサズ・ヴィンヤード | 1970         | アメリカ合衆国 |
| 8.   | 10.14 | クロ・デュ・ヴァル                    | 1972         | アメリカ合衆国 |
| 9.   | 9.95  | マヤカマス・ヴィンヤーズ              | 1971         | アメリカ合衆国 |
| 10.  | 9.45  | フリーマーク・アビー・ワイナリー      | 1969         | アメリカ合衆国 |

#### 各審査員による評価

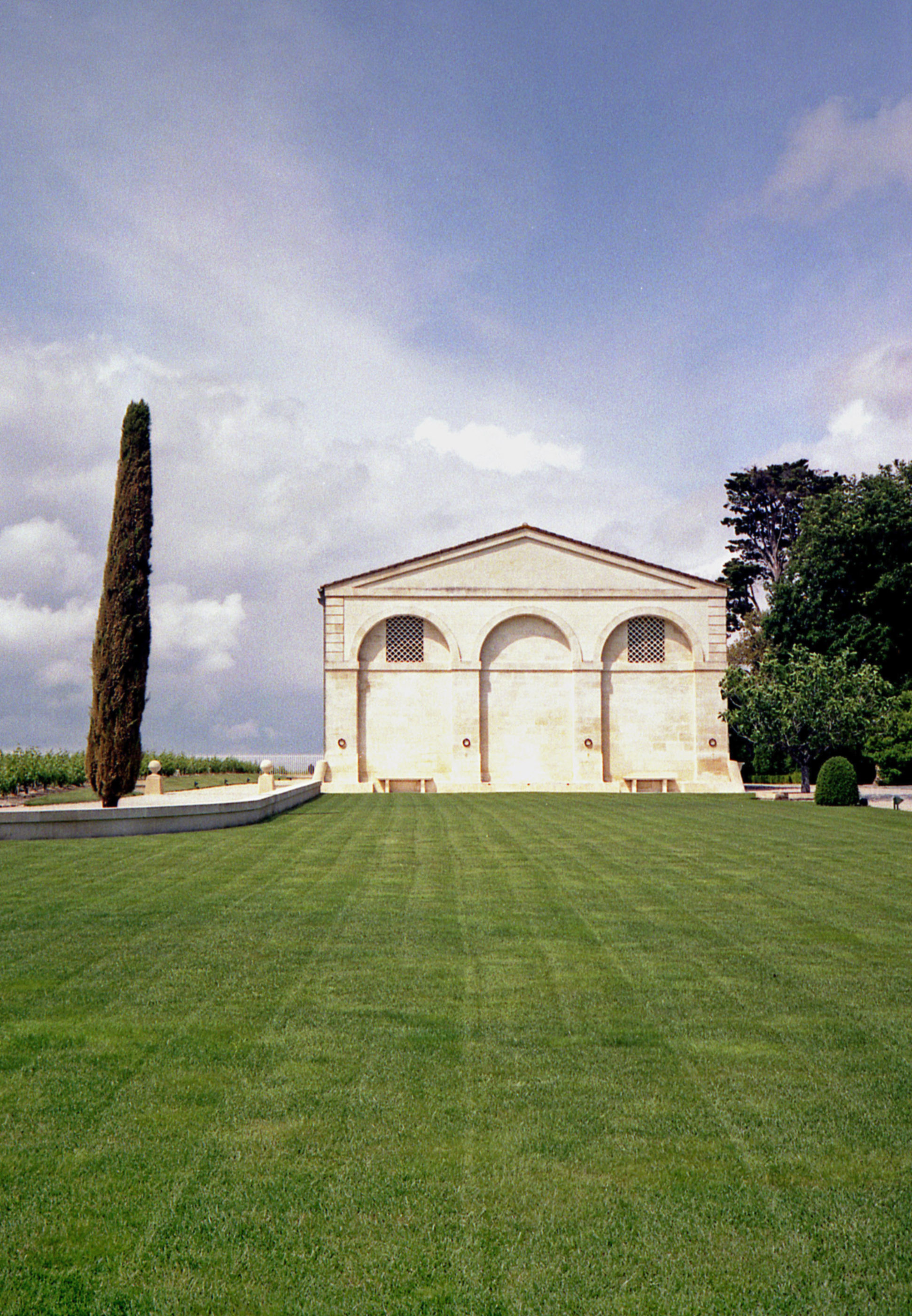
ミシェル・ドヴァズが最高位の赤ワインと評価したシャトー・ムートン・ロートシルト

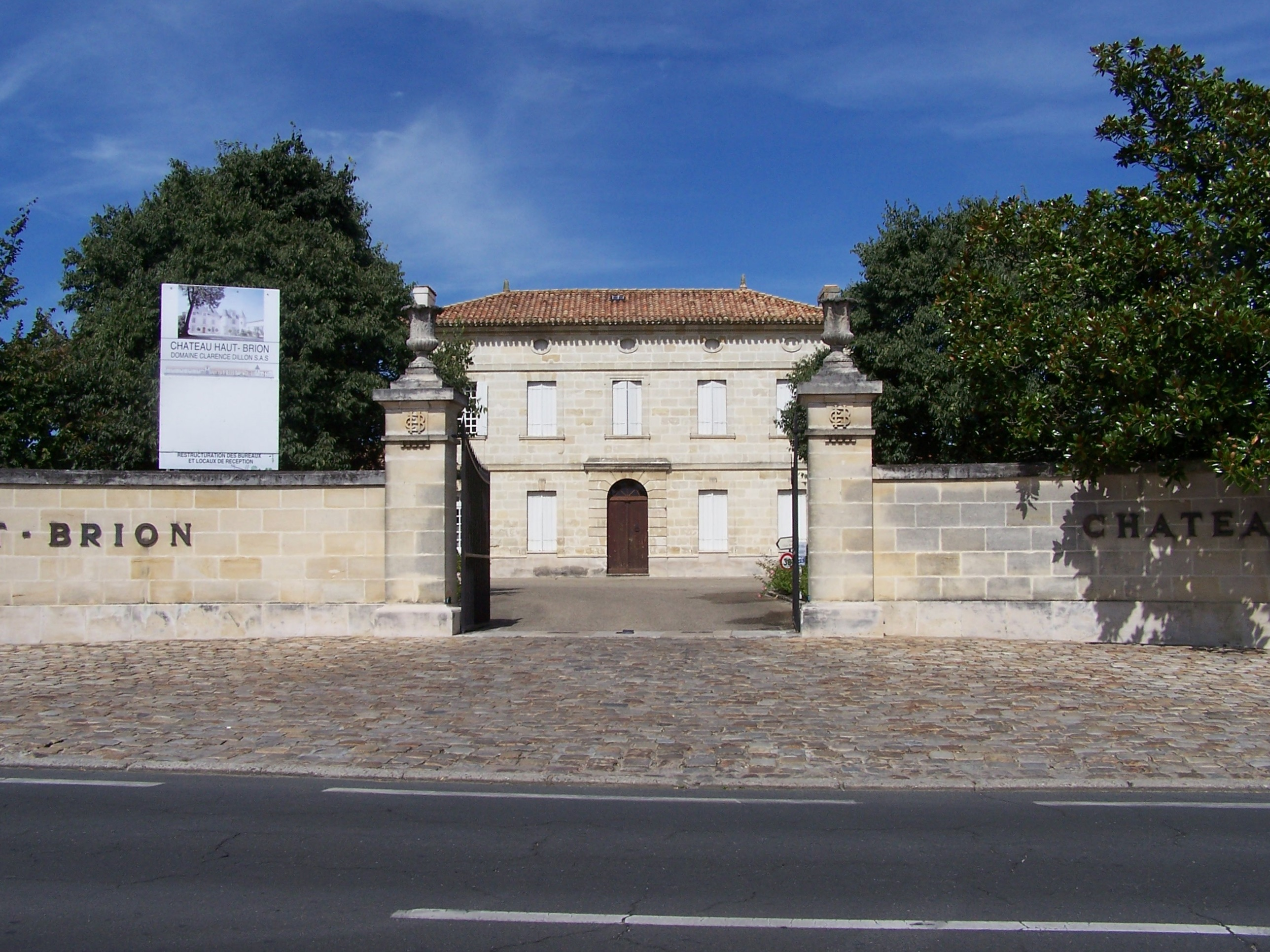
ピエール・ブレジューにより最高位の赤ワインとして評価されたシャトー・オー・ブリオン

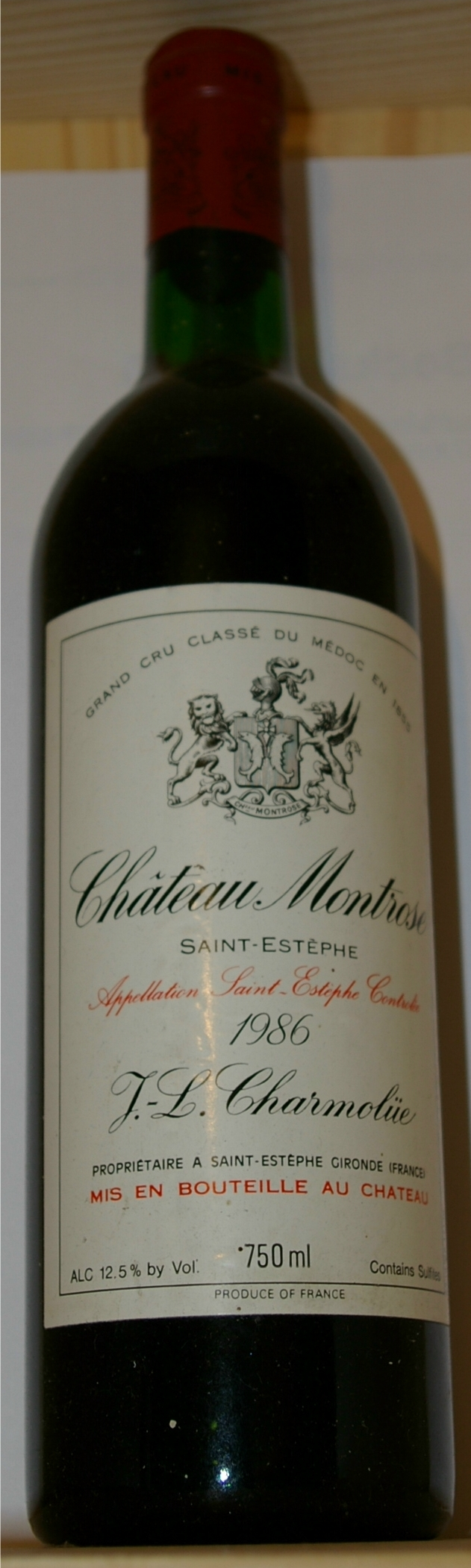
クロード・デュボワ・ミヨが最高位の赤ワインと評価したシャトー・モンローズ

20点満点での各審査員の評価を五十音順で示す。

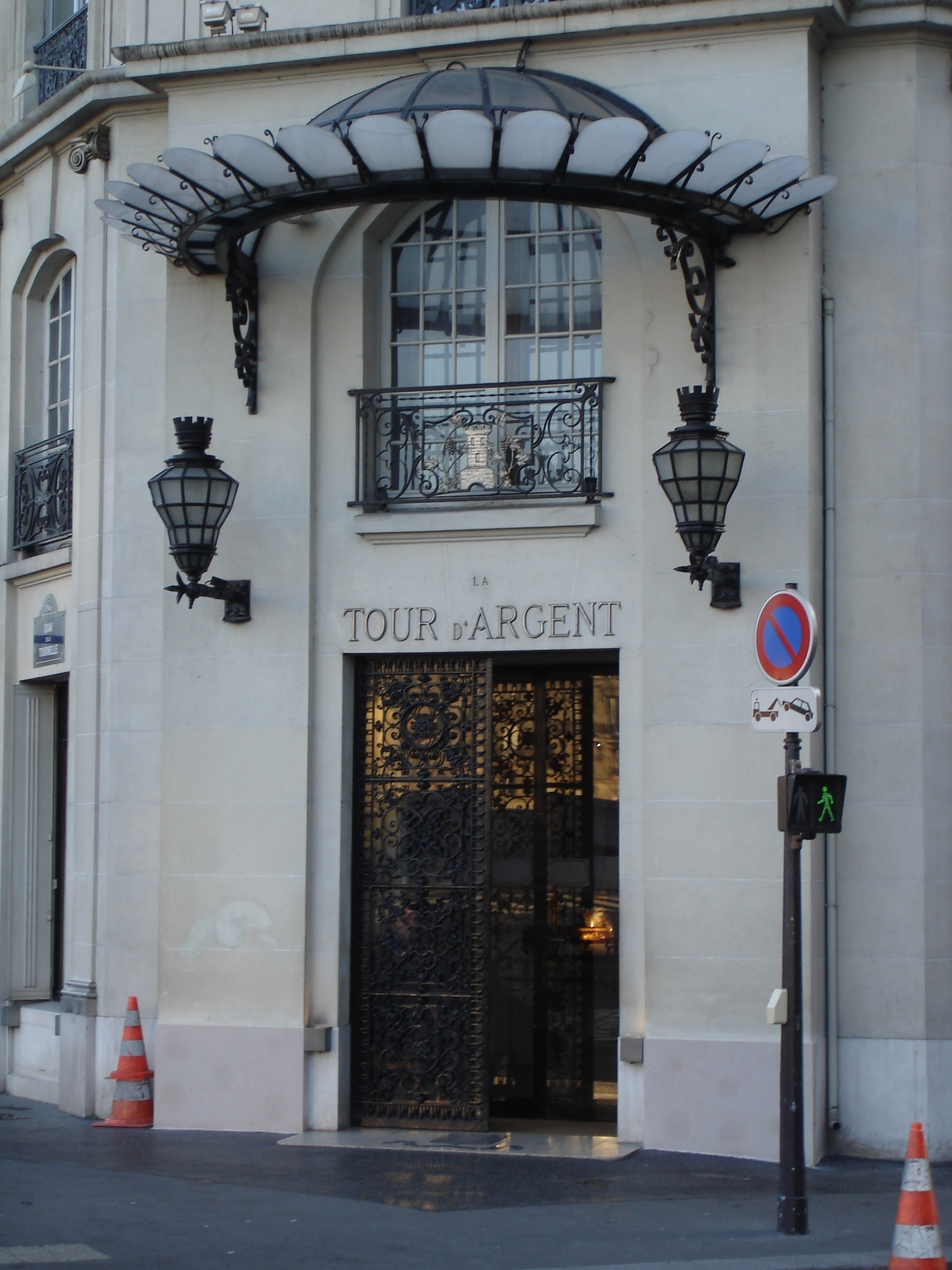
審査員のクリスチャン・ヴァネケは当時、パリのレストラン「トゥール・ダルジャン」のヘッド・ソムリエであった。

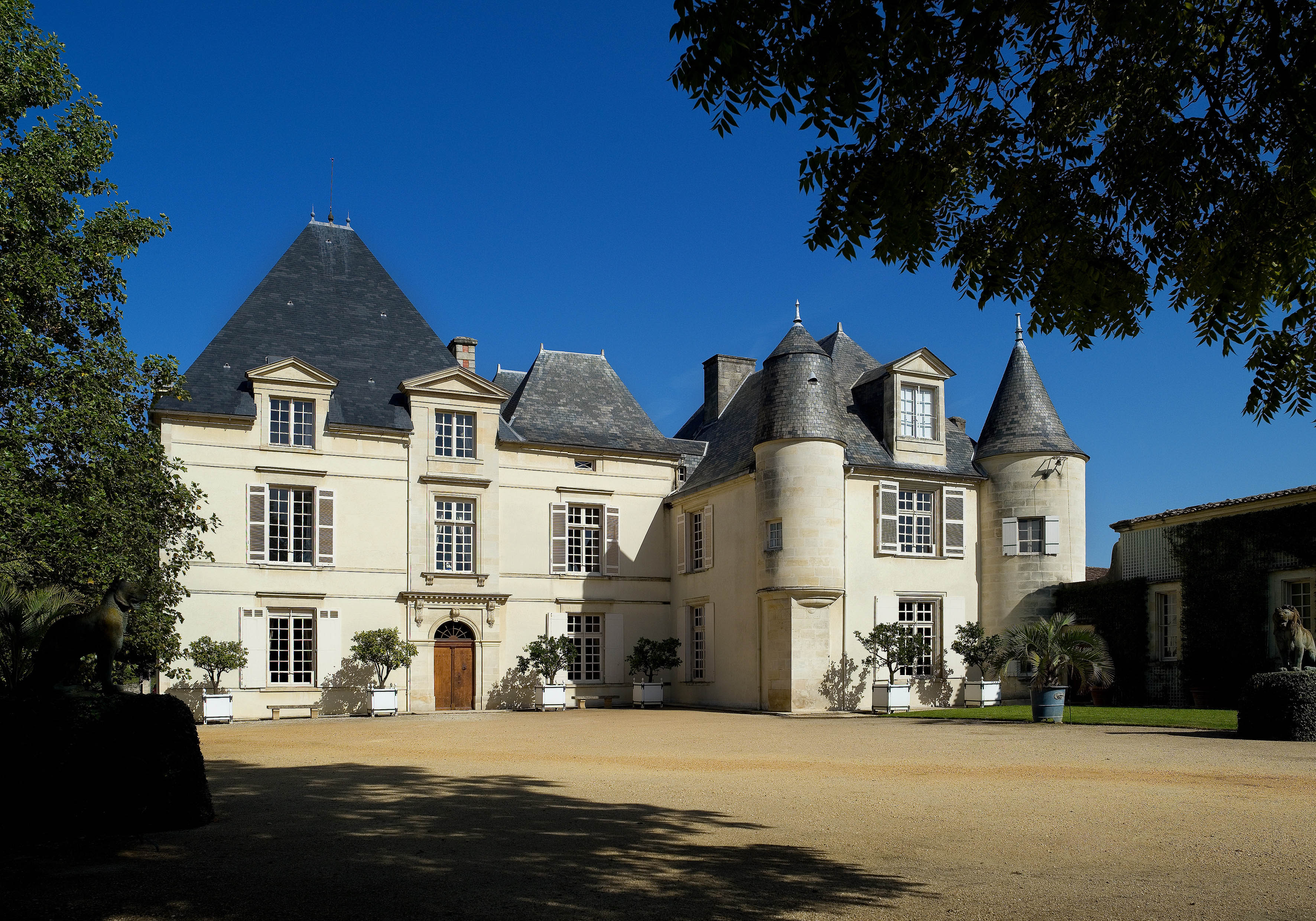
シャトー・オー・ブリオンはオーベール・ド・ヴィレーヌによってシャトー・モンローズに次ぐ第2位の赤ワインと評価された。

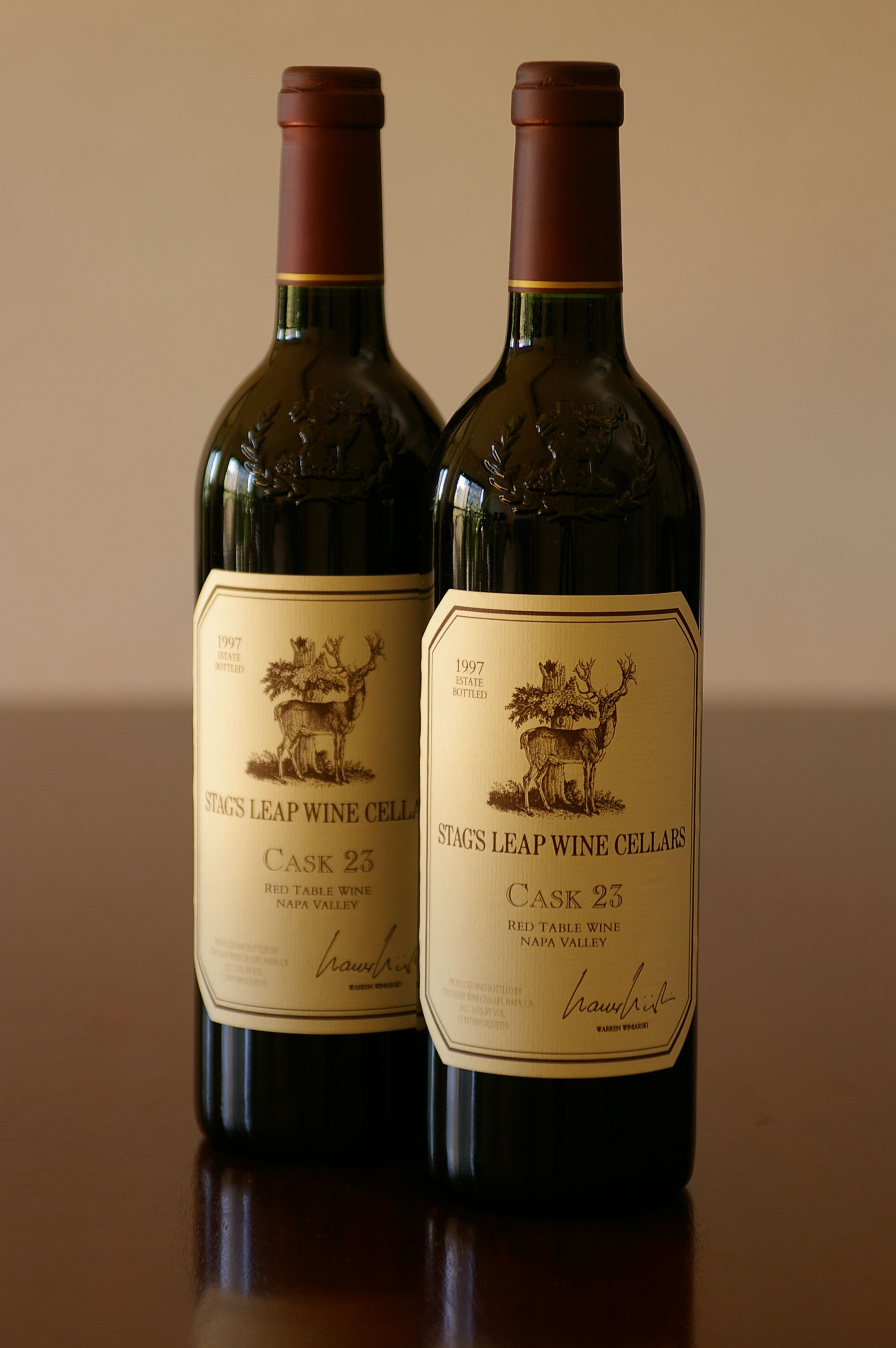
オデット・カーンが最高位の赤ワインと評価したスタッグス・リープ・ワイン・セラーズ

クリスチャン・ヴァネケ
評価（20点満点）
| 順位 | 点数 | ワイン                                | ヴィンテージ | 国             |
| ---- | ---- | ------------------------------------- | ------------ | -------------- |
| 1.   | 17   | シャトー・オー・ブリオン              | 1970         | フランス       |

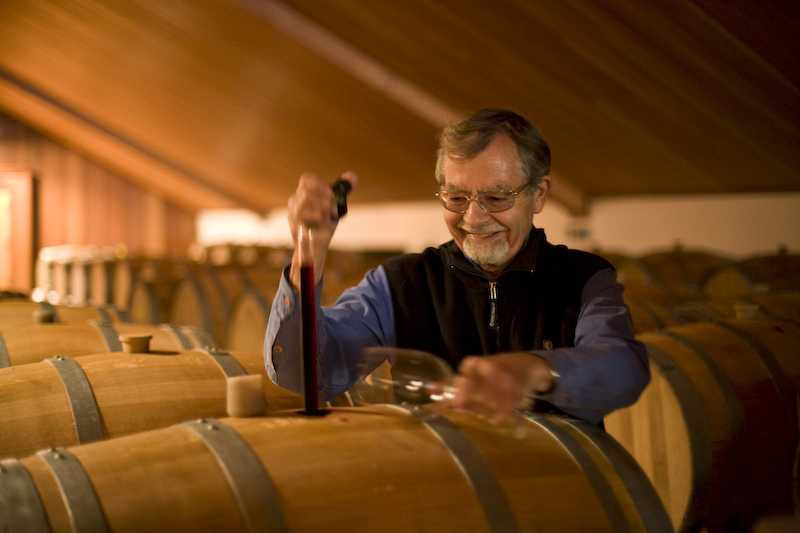
ポール・ドレーパーはピエール・タリにより最高位の赤ワインと評価されたリッジ・ヴィンヤーズ モンテベロを作り出した醸造家である。

| 2.   | 16.5 | クロ・デュ・ヴァル                    | 1972         | アメリカ合衆国 |
| 2.   | 16.5 | スタッグス・リープ・ワイン・セラーズ  | 1973         | アメリカ合衆国 |
| 4.   | 16   | シャトー・ムートン・ロートシルト      | 1970         | フランス       |
| 5.   | 15.5 | リッジ・ヴィンヤーズ モンテベロ       | 1971         | アメリカ合衆国 |
| 6.   | 11   | シャトー・モンローズ                  | 1970         | フランス       |
| 7.   | 10   | ハイツ・セラー マーサズ・ヴィンヤード | 1970         | アメリカ合衆国 |
| 8.   | 8    | シャトー・レオヴィル・ラス・カーズ    | 1971         | フランス       |
| 9.   | 6    | フリーマーク・アビー・ワイナリー      | 1969         | アメリカ合衆国 |
| 10.  | 3    | マヤカマス・ヴィンヤーズ              | 1971         | アメリカ合衆国 |

オーベール・ド・ヴィレーヌ
評価（20点満点）
| 順位 | 点数 | ワイン                                | ヴィンテージ | 国             |
| ---- | ---- | ------------------------------------- | ------------ | -------------- |
| 1.   | 16   | シャトー・モンローズ                  | 1970         | フランス       |
| 2.   | 15   | シャトー・オー・ブリオン              | 1970         | フランス       |
| 2.   | 15   | スタッグス・リープ・ワイン・セラーズ  | 1973         | アメリカ合衆国 |
| 4.   | 14   | シャトー・ムートン・ロートシルト      | 1970         | フランス       |
| 5.   | 12   | マヤカマス・ヴィンヤーズ              | 1971         | アメリカ合衆国 |
| 6.   | 10   | シャトー・レオヴィル・ラス・カーズ    | 1971         | フランス       |
| 7.   | 9    | リッジ・ヴィンヤーズ モンテベロ       | 1971         | アメリカ合衆国 |
| 8.   | 7    | フリーマーク・アビー・ワイナリー      | 1969         | アメリカ合衆国 |
| 8.   | 7    | ハイツ・セラー マーサズ・ヴィンヤード | 1970         | アメリカ合衆国 |
| 10.  | 5    | クロ・デュ・ヴァル                    | 1972         | アメリカ合衆国 |

ジャン・クロード・ヴリナ
評価（20点満点）
| 順位 | 点数 | ワイン                                | ヴィンテージ | 国             |
| ---- | ---- | ------------------------------------- | ------------ | -------------- |
| 1.   | 15   | シャトー・モンローズ                  | 1970         | フランス       |
| 1.   | 15   | シャトー・オー・ブリオン              | 1970         | フランス       |
| 3.   | 14   | シャトー・ムートン・ロートシルト      | 1970         | フランス       |
| 3.   | 14   | スタッグス・リープ・ワイン・セラーズ  | 1973         | アメリカ合衆国 |
| 5.   | 13   | マヤカマス・ヴィンヤーズ              | 1971         | アメリカ合衆国 |
| 6.   | 12   | シャトー・レオヴィル・ラス・カーズ    | 1971         | フランス       |
| 7.   | 11   | リッジ・ヴィンヤーズ モンテベロ       | 1971         | アメリカ合衆国 |
| 8.   | 9    | ハイツ・セラー マーサズ・ヴィンヤード | 1970         | アメリカ合衆国 |
| 9.   | 7    | フリーマーク・アビー・ワイナリー      | 1969         | アメリカ合衆国 |
| 9.   | 7    | クロ・デュ・ヴァル                    | 1972         | アメリカ合衆国 |

レイモン・オリヴィエ
評価（20点満点）
| 順位 | 点数 | ワイン                                | ヴィンテージ | 国             |
| ---- | ---- | ------------------------------------- | ------------ | -------------- |
| 1.   | 14   | シャトー・モンローズ                  | 1970         | フランス       |
| 1.   | 14   | マヤカマス・ヴィンヤーズ              | 1971         | アメリカ合衆国 |
| 1.   | 14   | スタッグス・リープ・ワイン・セラーズ  | 1973         | アメリカ合衆国 |
| 4.   | 12   | シャトー・ムートン・ロートシルト      | 1970         | フランス       |
| 4.   | 12   | シャトー・レオヴィル・ラス・カーズ    | 1971         | フランス       |
| 4.   | 12   | リッジ・ヴィンヤーズ モンテベロ       | 1971         | アメリカ合衆国 |
| 7.   | 10   | シャトー・オー・ブリオン              | 1970         | フランス       |
| 7.   | 10   | クロ・デュ・ヴァル                    | 1972         | アメリカ合衆国 |
| 7.   | 10   | ハイツ・セラー マーサズ・ヴィンヤード | 1970         | アメリカ合衆国 |
| 10.  | 8    | フリーマーク・アビー・ワイナリー      | 1969         | アメリカ合衆国 |

オデット・カーン
評価（20点満点）
| 順位 | 点数 | ワイン                                | ヴィンテージ | 国             |
| ---- | ---- | ------------------------------------- | ------------ | -------------- |
| 1.   | 15   | スタッグス・リープ・ワイン・セラーズ  | 1973         | アメリカ合衆国 |
| 2.   | 13   | マヤカマス・ヴィンヤーズ              | 1971         | アメリカ合衆国 |
| 3.   | 12   | シャトー・ムートン・ロートシルト      | 1970         | フランス       |
| 3.   | 12   | シャトー・モンローズ                  | 1970         | フランス       |
| 3.   | 12   | シャトー・レオヴィル・ラス・カーズ    | 1971         | フランス       |
| 3.   | 12   | シャトー・オー・ブリオン              | 1970         | フランス       |
| 7.   | 7    | リッジ・ヴィンヤーズ モンテベロ       | 1971         | アメリカ合衆国 |
| 8.   | 5    | フリーマーク・アビー・ワイナリー      | 1969         | アメリカ合衆国 |
| 9.   | 2    | ハイツ・セラー マーサズ・ヴィンヤード | 1970         | アメリカ合衆国 |
| 9.   | 2    | クロ・デュ・ヴァル                    | 1972         | アメリカ合衆国 |

パトリシア・ギャラガー
評価（20点満点）
| 順位 | 点数 | ワイン                                | ヴィンテージ | 国             |
| ---- | ---- | ------------------------------------- | ------------ | -------------- |
| 1.   | 17   | ハイツ・セラー マーサズ・ヴィンヤード | 1970         | アメリカ合衆国 |
| 2.   | 16   | リッジ・ヴィンヤーズ モンテベロ       | 1971         | アメリカ合衆国 |
| 3.   | 15   | シャトー・ムートン・ロートシルト      | 1970         | フランス       |
| 3.   | 15   | フリーマーク・アビー・ワイナリー      | 1969         | アメリカ合衆国 |
| 5.   | 14   | シャトー・レオヴィル・ラス・カーズ    | 1971         | フランス       |
| 5.   | 14   | シャトー・モンローズ                  | 1970         | フランス       |
| 5.   | 14   | スタッグス・リープ・ワイン・セラーズ  | 1973         | アメリカ合衆国 |
| 8.   | 13   | クロ・デュ・ヴァル                    | 1972         | アメリカ合衆国 |
| 9.   | 12   | シャトー・オー・ブリオン              | 1970         | フランス       |
| 10.  | 9    | マヤカマス・ヴィンヤーズ              | 1971         | アメリカ合衆国 |

スティーヴン・スパリュア
評価（20点満点）
| 順位 | 点数 | ワイン                                | ヴィンテージ | 国             |
| ---- | ---- | ------------------------------------- | ------------ | -------------- |
| 1.   | 14   | シャトー・モンローズ                  | 1970         | フランス       |
| 1.   | 14   | シャトー・ムートン・ロートシルト      | 1970         | フランス       |
| 1.   | 14   | スタッグス・リープ・ワイン・セラーズ  | 1973         | アメリカ合衆国 |
| 1.   | 14   | リッジ・ヴィンヤーズ モンテベロ       | 1971         | アメリカ合衆国 |
| 5.   | 13   | ハイツ・セラー マーサズ・ヴィンヤード | 1970         | アメリカ合衆国 |
| 5.   | 13   | フリーマーク・アビー・ワイナリー      | 1969         | アメリカ合衆国 |
| 7.   | 12   | シャトー・レオヴィル・ラス・カーズ    | 1971         | フランス       |
| 8.   | 11   | クロ・デュ・ヴァル                    | 1972         | アメリカ合衆国 |
| 9.   | 9    | マヤカマス・ヴィンヤーズ              | 1971         | アメリカ合衆国 |
| 10.  | 8    | シャトー・オー・ブリオン              | 1970         | フランス       |

ピエール・タリ
評価（20点満点）
| 順位 | 点数 | ワイン                                | ヴィンテージ | 国             |
| ---- | ---- | ------------------------------------- | ------------ | -------------- |
| 1.   | 17   | リッジ・ヴィンヤーズ モンテベロ       | 1971         | アメリカ合衆国 |
| 2.   | 15   | ハイツ・セラー マーサズ・ヴィンヤード | 1970         | アメリカ合衆国 |
| 3.   | 14   | シャトー・モンローズ                  | 1970         | フランス       |
| 3.   | 14   | シャトー・オー・ブリオン              | 1970         | フランス       |
| 3.   | 14   | フリーマーク・アビー・ワイナリー      | 1969         | アメリカ合衆国 |
| 6.   | 13   | クロ・デュ・ヴァル                    | 1972         | アメリカ合衆国 |
| 6.   | 13   | スタッグス・リープ・ワイン・セラーズ  | 1973         | アメリカ合衆国 |
| 8.   | 12   | シャトー・レオヴィル・ラス・カーズ    | 1971         | フランス       |
| 8.   | 12   | マヤカマス・ヴィンヤーズ              | 1971         | アメリカ合衆国 |
| 10.  | 11   | シャトー・ムートン・ロートシルト      | 1970         | フランス       |

ミシェル・ドヴァズ
評価（20点満点）
| 順位 | 点数 | ワイン                                | ヴィンテージ | 国             |
| ---- | ---- | ------------------------------------- | ------------ | -------------- |
| 1.   | 15   | シャトー・ムートン・ロートシルト      | 1970         | フランス       |
| 1.   | 15   | フリーマーク・アビー・ワイナリー      | 1969         | アメリカ合衆国 |
| 3.   | 12   | シャトー・オー・ブリオン              | 1970         | フランス       |
| 3.   | 12   | リッジ・ヴィンヤーズ モンテベロ       | 1971         | アメリカ合衆国 |
| 5.   | 11   | シャトー・モンローズ                  | 1970         | フランス       |
| 5.   | 11   | ハイツ・セラー マーサズ・ヴィンヤード | 1970         | アメリカ合衆国 |
| 5.   | 11   | クロ・デュ・ヴァル                    | 1972         | アメリカ合衆国 |
| 8.   | 10   | シャトー・レオヴィル・ラス・カーズ    | 1971         | フランス       |
| 8.   | 10   | スタッグス・リープ・ワイン・セラーズ  | 1973         | アメリカ合衆国 |
| 10.  | 8    | マヤカマス・ヴィンヤーズ              | 1971         | アメリカ合衆国 |

ピエール・ブレジュー
評価（20点満点）
| 順位 | 点数 | ワイン                                | ヴィンテージ | 国             |
| ---- | ---- | ------------------------------------- | ------------ | -------------- |
| 1.   | 17   | シャトー・オー・ブリオン              | 1970         | フランス       |
| 2.   | 16   | シャトー・ムートン・ロートシルト      | 1970         | フランス       |
| 3.   | 14   | スタッグス・リープ・ワイン・セラーズ  | 1973         | アメリカ合衆国 |
| 3.   | 14   | クロ・デュ・ヴァル                    | 1972         | アメリカ合衆国 |
| 5.   | 13   | リッジ・ヴィンヤーズ モンテベロ       | 1971         | アメリカ合衆国 |
| 6.   | 12   | シャトー・モンローズ                  | 1970         | フランス       |
| 6.   | 12   | ハイツ・セラー マーサズ・ヴィンヤード | 1970         | アメリカ合衆国 |
| 8.   | 10   | シャトー・レオヴィル・ラス・カーズ    | 1971         | フランス       |
| 9.   | 7    | マヤカマス・ヴィンヤーズ              | 1971         | アメリカ合衆国 |
| 10.  | 5    | フリーマーク・アビー・ワイナリー      | 1969         | アメリカ合衆国 |

クロード・デュボワ・ミヨ
評価（20点満点）
| 順位 | 点数 | ワイン                                | ヴィンテージ | 国             |
| ---- | ---- | ------------------------------------- | ------------ | -------------- |
| 1.   | 17   | シャトー・モンローズ                  | 1970         | フランス       |
| 2.   | 16   | シャトー・ムートン・ロートシルト      | 1970         | フランス       |
| 2.   | 16   | スタッグス・リープ・ワイン・セラーズ  | 1973         | アメリカ合衆国 |
| 4.   | 13.5 | シャトー・オー・ブリオン              | 1970         | フランス       |
| 5.   | 11   | シャトー・レオヴィル・ラス・カーズ    | 1971         | フランス       |
| 6.   | 9.5  | マヤカマス・ヴィンヤーズ              | 1971         | アメリカ合衆国 |
| 7.   | 9    | フリーマーク・アビー・ワイナリー      | 1969         | アメリカ合衆国 |
| 7.   | 9    | クロ・デュ・ヴァル                    | 1972         | アメリカ合衆国 |
| 9.   | 8    | ハイツ・セラー マーサズ・ヴィンヤード | 1970         | アメリカ合衆国 |
| 10.  | 7    | リッジ・ヴィンヤーズ モンテベロ       | 1971         | アメリカ合衆国 |

## 論争

### 統計的な解釈
オーリー・アッシェンフェルターとリチャード・E・クヴァントは9人のフランス人審査員だけではなく全11人の審査員の結果を分析し、少し異なる順位を得た。彼らはまた、彼らの付けた順位のうち上位2つのワインのみが統計的に有意に差があり、それ以外の7つは有意差がないとした。
1. アメリカ合衆国 - スタッグス・リープ・ワイン・セラーズ 1973
2. フランス - シャトー・モンローズ 1970
3. フランス - シャトー・ムートン・ロートシルト 1970
4. フランス - シャトー・オー・ブリオン 1970
5. アメリカ合衆国 - リッジ・ヴィンヤーズ モンテベロ 1971
6. アメリカ合衆国 - ハイツ・セラー マーサズ・ヴィンヤード 1970
7. フランス - シャトー・レオヴィル・ラス・カーズ 1971
8. アメリカ合衆国 - フリーマーク・アビー・ワイナリー 1969
9. アメリカ合衆国 - マヤカマス・ヴィンヤーズ 1971
10. アメリカ合衆国 - クロ・デュ・ヴァル 1972

### テイスティングの再実施
一部の批評家はフランス産の赤ワインはカリフォルニア産のものより良く熟成するだろうと主張したため、この主張が検証された。

#### 1978年のサンフランシスコにおけるテイスティング
1976年のパリのテイスティングから20か月後、1978年のサンフランシスコにおけるワインテイスティングが開催された。この会はヴィントナーズクラブで開催され、スティーヴン・スパリュアはパリから航空機に乗って出席した。
1978年1月11日、評価員たちはパリで評価を行ったものと同じシャルドネのブラインドテイスティングを実施した。
1. アメリカ合衆国 – シャローン・ヴィンヤード 1974
2. アメリカ合衆国 – シャトー・モンテレーナ 1973
3. アメリカ合衆国 – スプリング・マウンテン・ヴィンヤード 1973
4. フランス – ピュリニー・モンラッシェ レ・ピュセル ドメーヌ・ルフレーヴ 1972

それより下位に順位付けられたのはムルソー・シャルム ドメーヌ・ルーロ 1973、ボーヌ クロ・デ・ムーシュ ジョゼフ・ドルーアン 1973、バタール・モンラッシェ ラモネ・プリュドン 1973であった。
1978年1月12日、評価員たちはパリで評価を行ったものと同じカベルネ・ソーヴィニヨンのブラインドテイスティングを実施した。
1. アメリカ合衆国 – スタッグス・リープ・ワイン・セラーズ 1973
2. アメリカ合衆国 – ハイツ・セラー マーサズ・ヴィンヤード 1970
3. アメリカ合衆国 – リッジ・ヴィンヤーズ モンテベロ 1971
4. フランス – シャトー・ムートン・ロートシルト 1970

それより下位に順位付けられたのはシャトー・モンローズ 1970、シャトー・オー・ブリオン 1970、そしてシャトー・レオヴィル・ラス・カーズ 1971であった。

#### 1986年のフレンチ・カリナリー・インスティテュートでのテイスティング
オリジナルのパリでのワインテイスティングからの10周年を記念して、2件のテイスティングがフレンチ・カリナリー・インスティテュート（現在のインターナショナル・カリナリー・センター）で実施された。白ワインは飲み頃を過ぎたと考えられたため、評価されなかった。
1976年のワインコンテストを主催したスティーヴン・スパリュアがこの10周年記念テイスティングを支援した。8人の審査員が10種のワインのうち9種をブラインドテイスティングした。結果は以下の順位となった：
結果
1. アメリカ合衆国 – クロ・デュ・ヴァル 1972
2. アメリカ合衆国 – リッジ・ヴィンヤーズ モンテベロ 1971
3. フランス – シャトー・モンローズ 1970
4. フランス – シャトー・レオヴィル・ラス・カーズ 1971
5. フランス – シャトー・ムートン・ロートシルト 1970
6. アメリカ合衆国 – スタッグス・リープ・ワイン・セラーズ 1973
7. アメリカ合衆国 – ハイツ・セラー マーサズ・ヴィンヤード 1970
8. アメリカ合衆国 – マヤカマス・ヴィンヤーズ 1971
9. フランス – シャトー・オー・ブリオン 1970

#### 1986年のワイン・スペクテーターによるテイスティング
審査員のうち4人はワイン・スペクテーターの専門家で、2人は外部の人間であった。全員がブラインドでのテイスティングを行った。
結果
1. アメリカ合衆国 – ハイツ・セラー マーサズ・ヴィンヤード 1970
2. アメリカ合衆国 – マヤカマス・ヴィンヤーズ 1971
3. アメリカ合衆国 – リッジ・ヴィンヤーズ モンテベロ 1971
4. アメリカ合衆国 – スタッグス・リープ・ワイン・セラーズ 1973
5. アメリカ合衆国 – クロ・デュ・ヴァル 1972
6. フランス – シャトー・モンローズ 1970
7. フランス – シャトー・ムートン・ロートシルト 1970
8. フランス – シャトー・レオヴィル・ラス・カーズ 1971
9. アメリカ合衆国 – フリーマーク・アビー・ワイナリー 1969
10. フランス – シャトー・オー・ブリオン 1970

#### 30周年記念
スティーヴン・スパリュアの主催により30周年記念の再テイスティングが2006年に大西洋の両岸で開催された。「タイムズ」が伝えるところによると「元々のテイスティングでも多くの割合を占めていたフランス人審査員によるアメリカのブドウ園の『破滅への期待』に反し、調和のとれたカリフォルニアのカベルネに降参したことを認めざるを得なかった。両大陸の審査員は1971年のリッジ モンテベロ カベルネに最高の栄誉を与えた。4つのカリフォルニア産赤ワインがそれに次ぐ順位を占め、最も高く順位付けられたボルドーは6位となった1970年のシャトー・ムートン・ロートシルトであった。
The Tasting that Changed the Wine World: 'The Judgment of Paris' 30th Anniversary（ワインの世界を変えたテイスティング：'パリスの審判'30周年記念）は2006年5月24日に開催された
30周年記念はカリフォルニア州ナパのCOPIA博物館と英国のもっとも古いワイン商であるロンドンのベリー・ブラザーズ＆ラッドで同時に開催された。
COPIAにおける9人のワイン専門家による審査員団は以下の通り：ダン・バーガー、アンソニー・ダイアス・ブルー、スティーヴン・ブルック、ウィルフレッド・イェーガー、ピーター・マークス（マスター・オブ・ワイン）、ポール・ロバーツ（マスター・ソムリエ）、アンドレア・イマー・ロビンソン（マスター・ソムリエール）、ジャン・ミッシェル・ヴァレット（マスター・オブ・ワイン）、そして1976年のテイスティングからの審査員の一人であるクリスチャン・ヴァネケ。
ベリー・ブラザーズ＆ラッドにおける9人のワイン専門家による審査員団は以下の通り：ミシェル・ベタンヌ、マイケル・ブロードベント（マスター・オブ・ワイン）、ミシェル・ドヴァズ、ヒュー・ジョンソン、マシュー・ジュークス、ジェーン・マクィティ、ジャスパー・モリス（マスター・オブ・ワイン）、ジャンシス・ロビンソン（OBE、マスター・オブ・ワイン）、そしてブライアン・サンピエール。
結果は新たな専門家による審査員団もカリフォルニアワインをフランスの競争相手より好んだことを示した。
結果
1. アメリカ合衆国 – リッジ・ヴィンヤーズ モンテベロ 1971
2. アメリカ合衆国 – スタッグス・リープ・ワイン・セラーズ 1973
3. アメリカ合衆国 – マヤカマス・ヴィンヤーズ 1971 (同位)
4. アメリカ合衆国 – ハイツ・セラー マーサズ・ヴィンヤード 1970 (同位)
5. アメリカ合衆国 – クロ・デュ・ヴァル 1972
6. フランス – シャトー・ムートン・ロートシルト 1970
7. フランス – シャトー・モンローズ 1970
8. フランス – シャトー・オー・ブリオン 1970
9. フランス – シャトー・レオヴィル・ラス・カーズ 1971
10. アメリカ合衆国 – フリーマーク・アビー・ワイナリー 1969

コンテストに出品されたボルドーワインのうち3つはボルドーワイン委員会により過去45年以上の中で最良の4つのヴィンテージの1つとされる1970年のものであった。4つめのボルドーワインは1971年のものであり、ボルドーワイン委員会から「非常に良い」とされた年の物であった。他のフランスの公的機関である全国ワイン同業者連合会は1971年のヴィンテージを「素晴らしい」としている。
フランスのワイン生産者たちは長年のワイン造りの経験を有しており、カリフォルニアの生産者たちは典型的には数年の経験しか有していなかった（1972年はクロ・デュ・ヴァルの最初のヴィンテージであった）が、全てのフランスの競争相手よりも高く評価された。

## ワイン産業における影響
スティーヴン・スパリュアは1976年のテイスティングに多くの記者を招いたものの、出席したのは『タイム』の記者のジョージ・M・テイバーのみであった。彼はすぐさま結果を世界に公開した。恐怖し怒ったフランスのワイン産業のリーダーたちはスパリュアをフランスの権威あるワインテイスティングツアーから1年間追放した。これは明らかに彼の主催したテイスティングがかつてのフランスワインの優位性のイメージを傷つけたことに対する処罰であった。テイスティングはフランスの報道機関からは報じられず、ほぼ無視されていた。3か月が過ぎようとしていたころ、『フィガロ』は「"クリュの戦いは発生したのか？"」という題の記事を発行し、結果を「ばかばかしい」ものとして表現し、「真剣に受け止められるべきではない」とした。テイスティングの6か月後、フランスで最も権威ある新聞の『ル・モンド』が記者のライオネル・ローによる同様の論調の「"誇張しないようにしよう！"」と題された記事でテイスティングを報道した。
『ニューヨーク・タイムズ』はそれまでに米国内で行われたいくつかのテイスティングでアメリカ産のシャルドネがフランスの競合よりも高く評価されたことを報道している。そのようなテイスティングはパリでのテイスティングのたった6か月前にニューヨークで行われていたが、「フランスワインの優勝者たちはアメリカ産ワインを好むバイアスがある可能性のあるアメリカ人たちが審査員だったからだと主張した。さらに、彼らが言うには、ブルゴーニュワインが（フランスの）ワイナリーからの長い輸送のうちに不適切な取り扱いを受けた可能性が常に存在するとのことである。」パリスの審判は新世界におけるワイン生産の拡大とワインの名声に革命的な影響を与えた。また、それは「習慣や便宜的なものの積み重ねであることがしばしばある伝統を再検討し、信じられてきた通説に過ぎないような信念を見直す価値ある動機をフランスに与えた」"。

## 関連する作品
- ボトル･ドリーム カリフォルニアワインの奇跡（英語版）はアラン・リックマンとクリス・パインが出演した長編映画。1976年のワインテイスティングをドラマ化し、2008年のサンダンス映画祭で公開された。2つ目の映画（パリスの審判（Judgment of Paris）、ジョージ・M・テイバーの同名の書籍に基づく）も制作されており、2つの映画の映画の製作者の間では名誉毀損や不正確な説明の主張に基づく論争があった[16]
- 現代の驚異（英語版） （シーズン13、エピソード54 – "How Wine is Made"[17][18]）ヒストリーのこの番組で本件に関する議論の要約が示された。
- ハリウッドの脚本家であるロバート・マーク・ケイメンはジョージ・M・テイバーの書籍に基づきパリスの審判（Judgment of Paris）を製作中である[19][20]